# Anthus crenatus
Anthus crenatus là một loài chim trong họ Motacillidae.